# Holenderska polityka wobec narkotyków

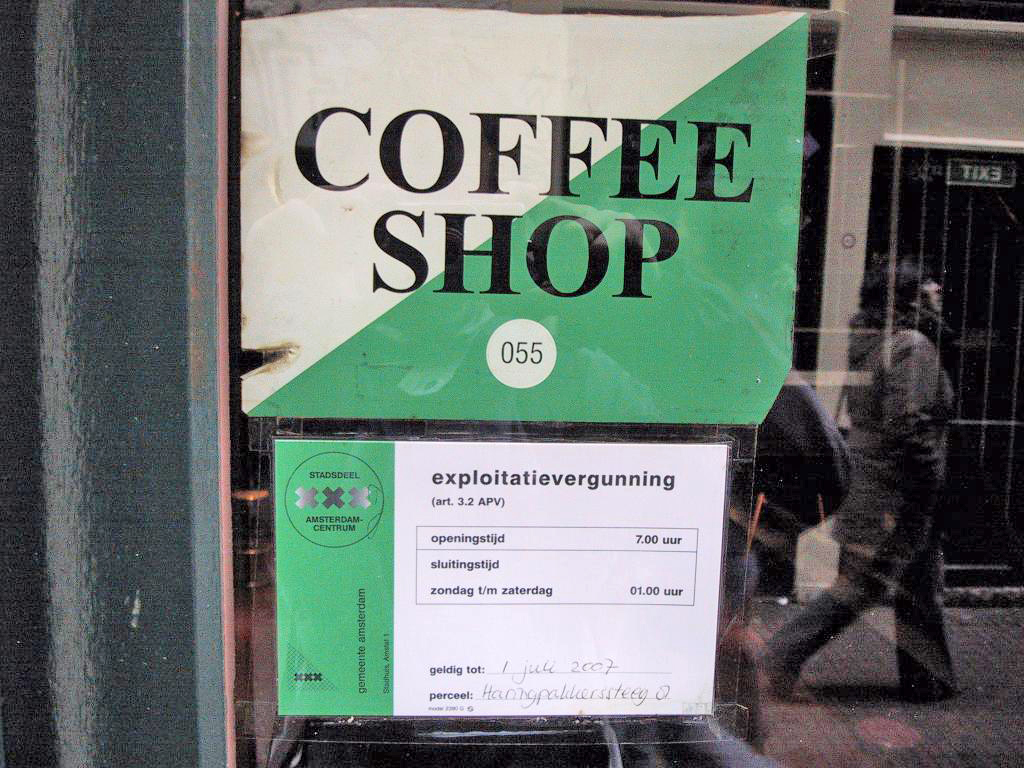
Urzędowe pozwolenie w oknie coffee shopu

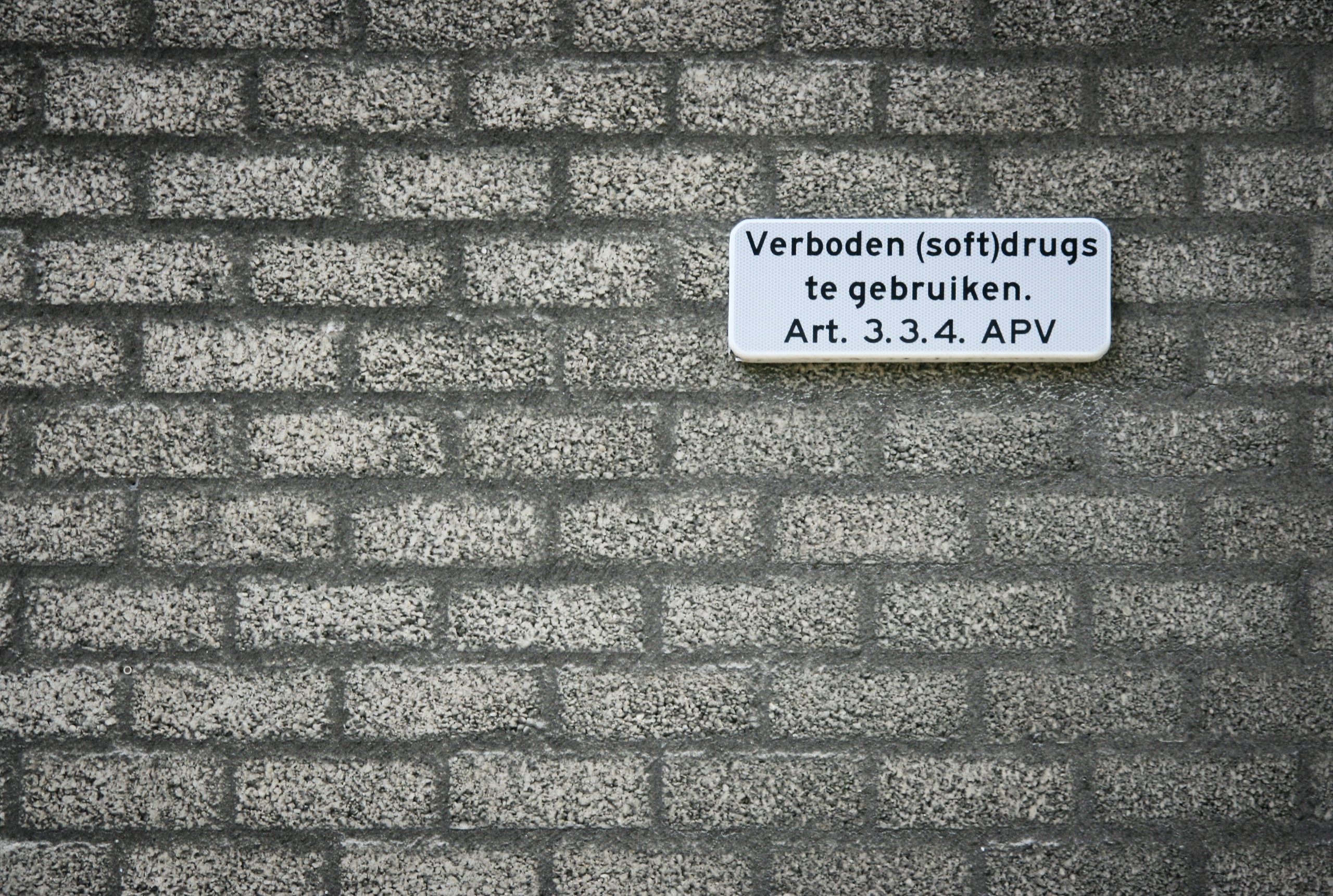
Zakaz zażywania narkotyków wprowadzony lokalnym rozporządzeniem w Rotterdamie

Holenderska polityka wobec narkotyków – postępowanie państwa holenderskiego wobec środków odurzających.

## Krótka historia
Podstawą prawną dzisiejszej holenderskiej polityki wobec narkotyków (hol.: Het drugsbeleid van Nederland) jest ustawa o opium z 1919 roku. Z czasem ustawa ta była wielokrotnie nowelizowana.
W latach 60. wraz z ruchem hipisowskim i buntem dzieci kwiatów do Holandii wkroczyła na większą skalę marihuana. Marihuana i haszysz pochodzą z tej samej rośliny o nazwie konopie siewne (Cannabis sativa) lub konopie indyjskie (Cannabis indica). Produkty konopi, zawierające organiczny związek chemiczny THC (tetrahydrokannabinol), są w Holandii nazywane soft drugs (miękkie narkotyki) i występują pod nazwami: wiet, hasj (czytaj: hasz), skuff i spacecake. Większość tych używek pochodzi z konopi hodowanych w Holandii, nazywanej nederwiet.
Z powodu zdobycia przez marihuanę w latach 60. i 70. dużej popularności, władze holenderskie powołały specjalną komisję, która w 1976 dokonała podziału narkotyków na dwie grupy; o nieakceptowanym ryzyku (lista I z m.in. heroiną, kokainą) i o akceptowalnym ryzyku (lista II, na której znajdują się tylko konopie). Władze zaczęły tolerować ten drugi rodzaj używek jako tzw. „mniejsze zło”.
Od roku 1976 przestano traktować zażywanie produktów z drugiej listy jako przestępstwo i posiadanie do 30 gramów produktu konopi nie było karalne. Z czasem, pod naciskiem innych krajów, te normy zostały zaostrzone i od lat 90. prawo holenderskie toleruje posiadanie tylko 5 gramów haszyszu lub marihuany.
W Holandii uważa się, że miękkie narkotyki są używką, która nie powoduje uzależnienia, w przeciwieństwie do twardych narkotyków (hard drugs), jedynie przy częstym i regularnym ich używaniu może wystąpić pewne psychiczne uzależnienie. Przy wysokim dozowaniu mogą wystąpić także napady strachu, paniki i czasami utraty przytomności.
Oddzielenie w holenderskim ustawodawstwie miękkich narkotyków od twardych i ich wyłączenie z obszaru kryminalnego, miało ułatwić bardziej efektywne przeciwdziałanie konsumpcji twardych narkotyków. W coffee shopie na terenie całej Holandii można kupić miękkie narkotyki w różnych postaciach i jakości (pod nazwami takimi jak: skunk, thai, zero zero, sensimilla, purple haze, northern light i afghan wings) w maksymalnej ilości 5 gramów. Coffeeshopy muszą spełniać wiele warunków, zanim otrzymają zezwolenie władz na sprzedaż miękkich narkotyków. Zabronione jest palenie na ulicy, reklama i sprzedaż narkotyków młodzieży poniżej 18 lat.
Na 2012 i 2013 rok przewidziana została reforma ograniczająca działalność coffee shopów i wprowadzająca system tzw. wietpasów. Reforma spotkała się z krytyką ze strony samorządów, które po zmianie koalicji rządowej, wezwały nowy rząd do wycofania się z reform.

## Uprawa konopi
Konopie w Holandii można uprawiać tylko w małej ilości. Po 1976 roku władze przymykały oko, gdy ktoś „na własny użytek” miał kilkadziesiąt roślin uprawnych. Powstało wtedy wiele gospodarstw konopnych, produkujących narkotyki na skalę przemysłową, także na eksport. Po coraz większych protestach, szczególnie Francji i Niemiec, władze holenderskie od roku 1996 zaostrzyły kontrolę i ograniczyły uprawę konopi do maksymalnie 5 roślin. Jednak coraz częściej spotykane są nielegalne plantacje, prowadzące produkcję masową, tylko w Tilburg i okolicy obrót szacowany jest na 880 mln euro rocznie i daje nielegalne zatrudnienie dla paru tysięcy osób.

## Kary
Wielkość kar za posiadanie, handel i produkcję narkotyków miękkich w Holandii reguluje Dyrektywa „Aanwijzing kader voor strafvordering en OM-afdoeningen”. W przypadku posiadania 5-500g są to kary pieniężne oraz prace społeczne. Powyżej 500g kara pozbawienia wolności.